# Championnat de Nouvelle-Zélande de football 1973
Navigation
Saison précédente Saison suivante
La saison 1973 du Championnat de Nouvelle-Zélande de football est la 4e édition du championnat de première division en Nouvelle-Zélande. La NSL (National Soccer League) regroupe dix clubs du pays au sein d'une poule unique, où ils s'affrontent deux fois au cours de la saison, à domicile et à l'extérieur. À la fin de la compétition, le dernier du classement est relégué et remplacé par le meilleur club des ligues régionales sont promues parmi l'élite.
Pour la première fois dans l'histoire du championnat, une équipe basée hors d'Auckland est sacrée en fin de saison. En effet, c'est le club de Christchurch United AFC qui remporte la compétition après avoir terminé en tête du classement final, avec huit points d'avance sur un duo composé du tenant du titre, Mount Wellington AFC et de Blockhouse Bay. C'est le premier titre de champion de Nouvelle-Zélande de l'histoire du club.

## Les clubs participants
| - Blockhouse Bay - Christchurch United AFC - Eastern Suburbs AFC - Stop Out - Caversham AFC | - Gisborne City AFC - New Brighton AFC - Mount Wellington AFC - Wellington City - Wellington Diamond United - Promu de D2 |

## Compétition

### Classement
Le barème utilisé pour établir le classement est le suivant :
- Victoire : 2 points
- Match nul : 1 point
- Défaite : 0 point

| Rang | Équipe                        | Pts | J  | G  | N | P  | Bp | Bc | Diff |
| ---- | ----------------------------- | --- | -- | -- | - | -- | -- | -- | ---- |
| 1    | Christchurch United AFC       | 29  | 18 | 13 | 3 | 2  | 38 | 11 | +27  |
| 2    | Mount Wellington AFC (T) (C)  | 21  | 18 | 10 | 1 | 7  | 40 | 21 | +19  |
| 3    | Blockhouse Bay                | 21  | 18 | 9  | 3 | 6  | 25 | 22 | +3   |
| 4    | Gisborne City AFC             | 20  | 18 | 8  | 4 | 6  | 33 | 26 | +7   |
| 5    | Eastern Suburbs AFC           | 20  | 18 | 9  | 2 | 7  | 30 | 30 | 0    |
| 6    | Wellington Diamond United (P) | 20  | 18 | 8  | 4 | 6  | 21 | 27 | -6   |
| 7    | Stop Out                      | 17  | 18 | 7  | 3 | 8  | 32 | 28 | +4   |
| 8    | Wellington City               | 14  | 18 | 6  | 2 | 10 | 29 | 33 | -4   |
| 9    | New Brighton AFC              | 13  | 18 | 5  | 3 | 10 | 25 | 43 | -18  |
| 10   | Caversham AFC                 | 5   | 18 | 2  | 1 | 15 | 6  | 38 | -32  |

|  | Champion de Nouvelle-Zélande 1973                                                       |
|  | Relégation directe en deuxième division                                                 |
|  | (T) : Tenant du titre (C) : Vainqueur de la Coupe de Nouvelle-Zélande (P) : Promu de D2 |

## Bilan de la saison
| Championnat de Nouvelle-Zélande de football 1973                             |                                     |
| Champion                                                                     | Christchurch United AFC (1er titre) |
| Coupes et trophées                                                           |                                     |
| Vainqueur de la Coupe de Nouvelle-Zélande 1973                               | Mount Wellington AFC                |
| Promotions et relégations                                                    |                                     |
| Promus en Championnat de Nouvelle-Zélande de football                        | North Shore United AFC              |
| Relégués en Championnat de Nouvelle-Zélande de football de deuxième division | Caversham AFC                       |